# Syntax (police de caractères)
Ne doit pas être confondu avec Syntaxe.
Syntax est une police de caractères linéale néohumaniste créée par Hans Eduard Meier pour la fonderie Stempel, dessinée en 1954 et développée de 1968 à 1972. La première commercialisation par Stempel a lieu en 1968. En 1995, Meier développe une version numérique pour Linotype. Des variations avec empattements ont aussi été développées : Linotype Syntax Letter et Linotype Syntax Serif.